# Euskomedia
Euskomedia est une fondation créée le  18 février 2002 au sein d'Eusko Ikaskuntza-Société d’Études Basque.
L'association a pour objectif premier, la diffusion par des moyens télématiques, de contenus culturels et scientifiques, élaborés par la Société d'études basques à travers la Revue Internationale des Études Basqueset par des tiers dont Auñamendi Eusko Entziklopedia, Euskonews & Media, Hedatuz (Librairie scientifique digitale basque), eDTB Euskal Doktorego Tesien Bilduma (Répertoire des thèses doctorales basques), Uztartuz, KulturMapp et autres.
Toutes ces publications en ligne peuvent être utiles aux personnes intéressées par la société et par la culture basques.
Eusko Ikaskuntza a fermé la Fondation Euskomedia le 1er juillet 2016. Tous ses fonds sont gérés par Eusko Ikaskuntza et à partir de janvier 2018, les fonds jusqu'ici accessibles sur le site de la Fondation Euskomedia sont disponibles au Centre de documentation numérique d'Eusko Ikaskuntza - Société d'études basques. Les fonds suivants peuvent être consultés dans cet espace:
- Auñamendi Eusko Entziklopedia: <<http://aunamendi.eusko-ikaskuntza.eus/es/>>
- Galería multimedia: <<http://www.eusko-ikaskuntza.org/es/fondo-documental/fondo-multimedia/>>
- Cancionero vasco: <<http://www.eusko-ikaskuntza.org/es/fondo-documental/cancionero-vasco/>>
- Cultura vasca en la prensa: <<http://www.eusko-ikaskuntza.eus/es/fondo-documental/cultura-vasca-prensa/>>
- Fondos documentales: <<http://www.eusko-ikaskuntza.eus/es/fondo-documental/fondos-documentales/>>
- Publicaciones: <<http://www.eusko-ikaskuntza.org/es/publicaciones/>>